# Dypsis bejofo
Dypsis bejofo är en enhjärtbladig växtart som beskrevs av Henk Jaap Beentje. Dypsis bejofo ingår i släktet Dypsis och familjen Arecaceae. IUCN kategoriserar arten globalt som sårbar. Inga underarter finns listade i Catalogue of Life.